# Nazionale femminile di pallanuoto della Germania
La nazionale di pallanuoto femminile tedesca è la rappresentativa pallanuotistica della Germania nelle competizioni internazionali femminili. La sua federazione di riferimento è gestita la Deutscher Schwimm-Verband.
La nazionale ha conseguito il suo miglior risultato nei primi campionati europei della storia, quelli del 1985, nei quali l'allora Germania Ovest ha conquistato la medaglia di bronzo. Successivamente ha partecipato a tutte le altre edizioni della rassegna continentale e a sette Mondiali, senza mai riuscire a ritornare sul podio.

## Risultati

### Massime competizioni
Mondiali
- 1986 6º
- 1991 6º
- 1994 8º
- 2003 10º
- 2005 8º
- 2007 11º
- 2009 10º

Europei
- 1985:  Bronzo
- 1987 4º
- 1989 5º
- 1991 6º
- 1993 6º
- 1995 7º
- 1997 6º
- 1999 7º
- 2001 7º
- 2003 7º
- 2006 7º
- 2008 7º
- 2010 7º
- 2012 8º
- 2016 8º
- 2018 8º
- 2020 11º
- 2022 10º
- 2024 11º

### Altre
World League
- 2005 Turno di qualificazione
- 2006 Turno di qualificazione
- 2007 Turno di qualificazione
- 2009 Turno di qualificazione
- 2010 Turno di qualificazione
- 2011 Turno di qualificazione
- 2012 6º
- 2015 Turno di qualificazione

### Competizioni giovanili
- Universiadi: 1

2025

## Formazioni
- Europei - Eindhoven 2012 - 7º posto:

Bianca Ahrens, Jasmin Krieter, Tatjana Steinhauer, Bianca Seyfert, Claudia Blomenkamp, Anja Seyfert, Monika Kruszona, Claudia Kern, Jenny Stiefel, Nina Wengst, Carmen Gelse, Mandy Zöllner, Jana Lueg. All.: René Reimann.